# Rue Jean-Louis-Forain
La rue Jean-Louis-Forain est une voie du 17e arrondissement de Paris, en France.

## Situation et accès
La rue Jean-Louis-Forain est une voie publique située dans le 17e arrondissement de Paris. Elle débute au 12, rue de l'Abbé-Rousselot et se termine avenue Brunetière.

## Origine du nom

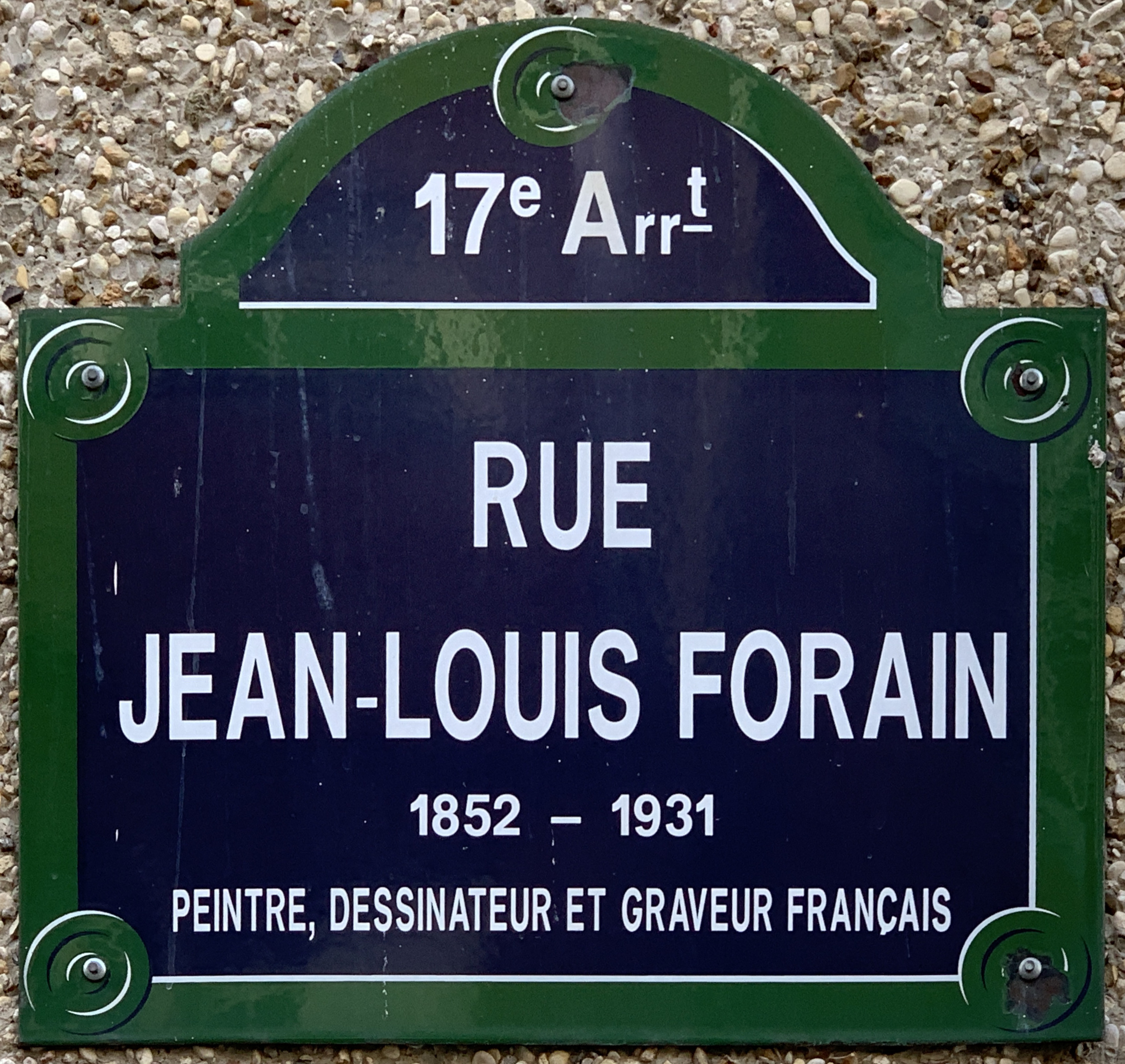
Plaque de la rue.

Cette rue porte le nom du peintre Jean-Louis Forain (1852-1931).

## Historique
Cette voie privée a été ouverte à l'emplacement du bastion no 46 de l'enceinte de Thiers.